# Herval
Herval là một đô thị thuộc bang Rio Grande do Sul, Brasil. Đô thị này có diện tích 1758,412 km², dân số năm 2007 là 6873 người, mật độ 3,91 người/km².